# オリジンコーポレーション
- 株式会社オリジンlil

株式会社オリジンlilは、1996年1月に「オリジンコーポレーション」として創業された沖縄県の芸能事務所である。2024年4月11日に法人化した。

## 概要
1996年1月に創業。創業と同時にスタートした事務所ライブ「喜笑転決」シリーズは、毎月1回那覇市を中心に公演を行っている。
1999年8月には演劇部「O.Z.E」（オゼ）が発足。同月に旗揚げ公演を行い、以来3ヶ月に1度のペースで公演を行っている。
2024年4月11日に株式会社オリジンlilを設立し、法人化した。新体制となったことに伴い、東京支部・石垣支部を発足した。「lil」の由来について、社長に就任した首里のすけは「オリジンが掲げるミッションは『沖縄から世界に　愛を笑いと感動を』です。この英語、Love（愛）、Laugh（笑い）、Impression（感動）の頭文字を取って『lil』に並び替えました。」と話している。

## 所属タレント

### お笑い
- こきざみインディアン（さーねー、もーりー）
- ベンビー
- Kジャージ
- ノーブレーキ（あゆむ、ブーブー）
- しんとすけ（しん、首里のすけ）
- めーばーカリー（じゅん選手、らむちゃん）
- すっとこどっこい（そばしょう、プーキー）
- スズカーサーキット（さーきー、すーずー）
- 菊一文字（TOMOKI、ゆうじ）
- ぴろんぴろん下里
- やんびー
- いってきます（寿パンチ、でこりん♪）
- 鉄筋ビビンバ（りゅうへい、まさたけ）
- へっしー
- 代打れお【石垣島在住】
- スダロー
- きつねうどん（うどんちゃん、きつねちゃん）
- ニカイドウ
- もんぶらん（武藤徹太郎、ジャッカル山田）
- りくえすと（マングース大城、ちょめの助）
- わに先生
- ちゃんひび【北海道在住】
- びんちょうたん（へっしー、いへや）
- ぼっち
- あつきにぃにぃ
- 糖と汗（ガッツよしせ、グリフィー下地）
- ナミキナミキ

### 劇団O.Z.E (オゼ)
- 頭・演出・俳優
  - 新垣晋也
- 俳優
  - 真栄平仁（ひーぷー）
  - 金城理恵
  - 平安信行
  - 永田健作
  - 比嘉あずさ
  - 平良直子
  - 秋山ひとみ
  - 上原一樹
  - 山里三七樹
  - なかまゆうこ
  - 渡嘉敷直貴
  - 真栄城弥香
  - うどんちゃん
  - コハマコ
  - 月坂潤
  - 具志堅興治
  - 富濱宗汰
  - ノーマン渉太トーマス
  - 内間慎人
  - 金城道

### 劇団H2O (エイチツーオー)
現役高校生が在籍。高校卒業と同時に劇団も卒業する形になっている。

### 劇団OOC (ダブルオーシー)
社会人が在籍。本業の傍ら劇団での活動を行う。

## 過去に所属していたタレント
- 嘉陽真吾
- 森人
- はっとー
- 1、2の大心
- キャン×キャン
- しゃもじ（現ハンジロウ）
- ジャングルジム
- スリムクラブ
- 三日月マンハッタン
- ビッグバァーン（たつき、もろこし魔太郎）
- ひかる
- ナインボール
- 社会学
- 浅田武雄
- 宮城太和
- 和宇慶咲輝
- ショーケースりょう
- 幸地尚子
- ルーシー（露喜）
- リップサービス
- ココリッチ（ちゃんひび、きしもと、TOMOKI）
- ゆうじ
- 安里亮
- α池田さん
- グッドモーニング（がっちゃん、ギーマー）
- ローリーポーリー（玉城和也、宮城行伸、寿パンチ）解散
- ゆきのぶ

## ラジオ番組「オリジンちゃんぷるー」
主にオリジンlil所属芸人、劇団O.Z.Eのメンバーらがパーソナリティを務めるラジオ番組である。2013年7月1日からエフエム那覇で放送されている。YouTube及びツイキャスにて、映像と音声で同時生配信・アーカイブ配信も行っている。

### 概要
17:00番組終了のゲラ×ゲラジオと18:00から番組開始のオリジンアワーとの間に放送する、帯番組として始まった。

### パーソナリティ・コーナー
月曜日
- パーソナリティ：もんぶらん（武藤徹太郎、ジャッカル山田）

火曜日
- パーソナリティ：ぼっち、藤牧直子

水曜日
- パーソナリティ：ちょめの助、あつきにぃにぃ、佐久本真彩

木曜日
- パーソナリティ：TOMOKI（菊一文字）、秋山ひとみ

金曜日
- パーソナリティ：びんちょうたん（へっしー、いへや）

### 過去のパーソナリティ
- スズカーサーキット（さーきー、すーずー）
  - 現在オリジンアワーのパーソナリティ（月曜日）を担当している。
- 平良直子
- α池田さん
- うどんちゃん
- 幸地尚子
- ゆうじ
- 新垣晋也
- すっとこどっこい（そばしょう、プーキー）
  - 現在オリジンアワーのパーソナリティ（金曜日）を担当している。
- 呉屋みずき

## ラジオ番組「オリジンアワー」
オリジンlil所属芸人がパーソナリティを務めるラジオ番組である。2003年3月からエフエム那覇で放送されている。YouTube及びツイキャスにて、映像と音声で同時生配信・アーカイブ配信も行っている。

### 概要
前身番組は2002年8月 - 2003年2月放送の「ナイトDEナイト」。ポッドキャスティングを導入している。

### パーソナリティ・コーナー
月曜日
- パーソナリティ：スズカーサーキット（さーきー、すーずー）

火曜日
- パーソナリティ：ノーブレーキ（ポジティブあゆむ、ブーブー）

水曜日
- パーソナリティ：しんとすけ（しん、首里のすけ）、Kジャージ

木曜日
- パーソナリティ：らむちゃん（めーばーカリー）

金曜日
- パーソナリティ：すっとこどっこい（そばしょう、プーキー）

### 過去のパーソナリティ
- しゃもじ
- 三日月マンハッタン
- ゆうじろう&はっとー
- 真栄田賢（スリムクラブ）
- ナインボール
- キングストン（やーすー・嘉陽真吾）、ルーキー、まなほ（ロケット花火） - 火曜日、2010年1月まで。コーナーは「キングof フレーズ」など
- ちゃんひび
- 神野唯子
- 漢那邦洋
- こきざみインディアン（さーねー、もーりー）
- キャンヒロユキ
- ひーぷー（真栄平 仁）
- リップサービス（榎森耕助、金城晋也）
- かりなちゃん
  - 「かりなちゃん」は番組内での呼称であり、らむちゃん（めーばーカリー）の妻である。オリジンlilには所属していない。

## ラジオ番組「ベンビーの首都人ぬ宝」
オリジンlil東京支部所属タレントらがパーソナリティを務めるラジオ番組である。2024年5月からエフエム那覇で放送されている。収録放送のため、同時生配信はない。またエフエム那覇はスタジオが那覇市内のみで、スタジオでの収録ができないことから、第一回目の収録は所属タレントうどんちゃんが所有している自動車内で行われた（出典：2024年5月6日放送分）。

### 概要
実質的な前身番組は、2022年9月 - 2024年4月放送の「ベンビーのオリジンアワーHUB」。本放送は月に一回、月初めの月曜日に行われている。他の週では再放送を行っている。ポッドキャスティングを導入している。

### パーソナリティ
- ベンビー
- うどんちゃん
- ナミキナミキ